# Qin (država)
Qin ili Ch'in (Wade-Giles) (秦), (778. pr. Kr.-207. pr. Kr.) bila je država u doba razdoblje Proljeća i Jeseni i Zaraćenih država u staroj Kini. S vremenom je počela dominirati Kinom i na kraju je po prvi put ujedinila kao jednu državu, nakon čega se navodi kao dinastija Qin. Prezime njenih vladara je bilo Ying (嬴).

## Legendarni počeci i osnivanje države Qin
Prema Sima Qianu, povjesničaru iz 2. stoljeća pr. Kr., kuća Qin porijelo vuče od cara Zhuanxua (jednog od Pet careva iz legendarnog razdoblja). Jedan od predaka, Dafei, pomogao je velikom Yuu da ukroti poplavu te ga je za to Shun (kineski vođa) nagradio prezimenom Ying.
Predaja kaže kako se za vrijeme dinastija Xia i Shang klan Ying razdvojio na dvije grane:
- zapadna, koja je živjela u Quanqiuu (犬丘 pseće brdo), kraj suvremenog Tianshuia u gornjem toku rijeke Wei.
- istočna, koja je živjela istočno od Žute rijeke, i čiji su članovi bili preci vladara Zhaoa.

Zapadni Ying su prvi put postali plemićima u 9. stoljeću Feizi od Qina je služio kralja Xiao od Zhoua kao kraljevski krotitelj konja, te je kao leno dobio Quanqiu (suvremeni Tianshui, provincija Gansu) te ruku kraljevske princeze. Njihovu teritoriju su okruživale barbarske (Rong) zemlje. U 9. stoljeću je, kako su se kvarili odnosi između Zapadnog Zhoua i Ronga, država Qin je od Ronga napadnuta nekoiliko puta.
Godine 771. veliki pohod Ronga je doveo do pada Hàoa (kraj suvremenog Xi'ana u provinciji Shaanxi), glavnog grada Zapadnog Zhoua. Princ od Qina je pokušao pomoći Zhou kraljevima, a kasnije su njegove trupe štitile povlačenje kralja Pinga od Zhoua na istok. Kada je prijestolnica Zhoua uspostavljena u Luoyangu, Xiang od Qina je nagrađen s titulom Bo (伯, "grof"), trećom razinom plemstva iza Gong (公, "vojvoda") i Hou (侯, "markiz"), te mu je obećano da će sve bivše zemlje Zhoua koje oslobodi od Ronga pripadati Qinu. To je bio poticaj budućim prinčevima Qina koji su vodili sustavne pohode protiv Ronga s ciljem proširnja svojeg teritorija na drugu stranu granice Zapadnog Zhoua.

## Qin u razdoblju Proljeća i Jeseni
Vladari Qina su u razdoblju razdoblju Proljeća i Jeseni (771. – 481.) bili zaokupljeni obranom od zapadnih barbara, a daleko manje su pažnje pružali odnosima s feudalnim državama centralne i istočne Kine. Jedini izuzetak je bila Jin, koja se nalazila na drugoj obali Žute rijeke. Qin je s Jinom održavao diplomatske odnose, povremeno sklapao savezništva, ali i ratujući. Početkom vladavine vojvode Mua od Qina (秦穆公) je država Jin oslabila zahvaljujući dinastičkim sukobima sinova premilog vojvode Xiana od Jina (晋獻公). Kao pobjednik tih sukoba je izašao vojvoda Wei (晋惠公), a ratom oslabljenu državu Jin je hranom i drugim potrepštinama opskrbljivala država Qin. Čim se Jin oporavila, postala je agresivna prema Qinu, gdje je u to vrijeme izbila kuga. Zbog toga je izbio rat između dvije države, a Qin prestao s pohodiman na zapad.
Tijekom svojih pohoda protiv Jina, vojvoda Mu od Qina je čuo kako se u egzilu u Državi Chu nalazi Chong'er (重耳), jedan od Xianovih sinova. Vojvoda Mu je s njim stupio u kontakt, te mu pomogao doći na vlast kao vojvoda Wen od Jina, nakon čega su Qin i Jin ponovno posali saveznici. Međutim, Wen je umro 628., a godinu dana kasnije, Muov pokušaj da osvoji Zheng (鄭) ga je doveo u sukob s vojvodom Xiangom od Jina (晋襄公) koji je u bitci kod Yaoa (suvremeni Luoning u provinciji Henan) u zasjedi nanio težak poraz vojsci Qina.  Tri godine kasnije je vojvoda Mu od Qina pokrenuo osvetnički pohod protiv Jina te ga porazio. Međutim, nakon što je pokopao kosti svojih vojnika, vojvoda Mu se odlučio na mir sa svojim istočnim susjedima te se u potpunosti posvetio ratovima protiv zapadnih nomada. Zbog toga je proglašen jednim od Pet hegemona. Vojska Qina nakon njega gotovo dva stoljeća više nije išla na istok.

## Qin početkom razdoblja Zaraćenih država
Početkom 5. stoljeća, odnosno u razdoblju koji će budući povjesničari nazvati razdoblje Zaraćenim državama, Qin je bio u inferiornom položaju u odnosu na svoje istočne susjede koji su užurbano prolazili kroz veliku društvenu i kulturnu transformaciju. Razlog je djelomično bio u dome što se veliki dio stanovništva države Qin sastojao od siniziranih polubarbarskih plemena i naroda, koje su "pravi" Kinezi zvali Rong. Zbog toga su ostale kineske države na Qin gledale s omalovažavanjem. Najozbiljnija opasnost po državu Qin je, pak, u tom razdoblju, bila novostvorena država Wei, nastala podjelom ranije države Jin. To je pogotovo do izražaja došlo u doba Wu Qija koji je između 413. i 409. uspio zauzeti strateški važan Hanguguan (函谷关), prijevoj sjeveroistočno od suvremenog Lingbaoa u provinciji Henan, ts Tongguan (潼关), prijevoj u današnjoj provinciji Shaanxi. Tako je po prvi put nakon više stoljeća Qin izgubio svoja područja zapadno od Žute rijeke.

## Reforme u 4. stoljeću pr. Kr.
Vladari Qina su postepeno počeli uvoditi reforme s ciljem da se Qin stavi u ravnopravana položaj prema svojim istočnim susjedima. To je pogotovo bio slučaj kada je oko godine 361. na čelo Qina stao vojvoda Xiao od Qina (秦孝公). Njegova ključna odluka je bila da na dvor pozove uglednog učenjaka Shang Yanga, koga je postavio za premijera. Shang Yang, poznat kao jedan od tvoraca filozofskog pravca koji će u Kini biti poznat kao legalizam, poduzeo je niz dalekosežnih mjera s ciljem jačanja države. To se prvenstveno odnosilo na ukidanje dotadašnjeg feudalnog uređenja, odnosno uvođenje meritokracije i centraliziranog državnog aparata. Funkcionari Qina su prestali biti plemići, te su umjesto toga na njihova mjesta, prema zaslugama, postavljani i obični ljudi. Plemići su također izgubili držati vojsku, odnosno ona je došla pod neposrednu kontrolu vladara. Rezultat svega toga je bio taj da je Qin mogao mobilizirati daleko veću vojsku od svojih istočnih susjeda, kao i da je ona bila discipliniranija. Centralizirani sustav uprave je također omogućavao lakše mobiliziranje seljaka kao radne snage za velike javne radove kao što je kopanje kanala, a što je s vremenom omogućilo Qinu da razvije poljoprivrednu proizvodnju, a na temelju nje poveća svoje stanovništvo i olakša održavanje svoje sve veće vojske. Iako su reforme Shang Yanga izazvale veliko nezadovoljstvo među elitom Qina, uključujući budućeg kralja Huiwena koji je po stupanju na prijestolje dao Shang Yanga pogubiti, one nisu ukinute, jer je i sam Huiwen postao svjestan njihovih pozitivnih efekata po državu i njegovu vlast.

## Ekspanzija Qina krajem 4.stoljeća pr. Kr.
Qinov model državne uprave je s vremenom počeo pokazivati superiornost u odnosu na ostale kineske države. Huiwen je bio toliko uvjeren u nju da se 325.proglasio kraljem, otklonivši time i posljednje formalne tragove vjernosti nominalnim vladarima dinastije Zhou, te tako potaknuvši trend među ostalim vladarima kineskih država. Godine 318. se Qin našao suočen s koalicijom pet istočnih država - Wei, Zhao, Han, Yan i Chu - ali je njihova vojska, iako prema navodima kineskih povjesničara veća od one koja je uspješno prodrla u Qin nekoliko desetljeća prije, poražena kraj prijevoja Hanguguan. Otklonivši opasnost sa svojih istočnih granica, Qin je svoju pažnju usmjerio prema jugu, te je pokrenut veliki pohod tokom koga su 316. osvojene polubarbarske države Shu i Ba na području današnje provincije Sečuan. Time je Qin stekao nove teritorije uzvodno u dolini rijeke Yangtze a do njih su, za razliku od Qina, vojske suparničkih država teško mogle prodrijeti. Qin je tako stekao pouzdani izvor hrane, sirovina i ljudstva, a s njime i ključnu prednost u odnosu na ostale kineske države.

## Ekspanzija Qina početkom 3. stoljeća pr. Kr.
Prva velika kineska država koja se suočila s demonstracijom nove moći Qina bila je Chu. Kralj Huiwen je, na prijedlog svog premijera Zhang Yija (張儀), pokrenuo veliki vojni pohod koji je rezultirao nizom vojnih uspjeha od kojih je najspektakularniji bio zarobljavanje kralja Huaia od Chua godine 299. pr. Kr. Qin je uspio zauzeti i prijestolnicu Chua, ostaci čije vojske i uprave su se povukli na istok.
Novi vladar Qina, kralj Zhaoxiang od Qina, je pažnju svoje države, odnosno njenu ekspanziju, usmjerio na sjever. U tu je svrhu sklopljen savez s državom Qi, te su se tako glavni suparnici Qina - države Han i Wei - našle suočene s ratom na dva fronta. One su postepeno počele gubiti teritorije, te su reducirane na svojevrsne tampon-države između Qina i preostalih velesila drevne Kine, prije svega države Zhao. 260-ih pr. Kr. je borba za dominacija s njima Zhaoxianga dovela u sukob sa Zhaoom, koji će prerasti u epsku dvogodišnju bitku kod Changpinga. Ona je, zahvaljujući totalnoj mobilizaciji Qina i talentu beskrupuloznog vojskovođe Bai Qija godine 260. pr. Kr. završena porazom Zhaoa, ali ga Qin nije mogao iskoristiti zbog svađe između Bai Qija i premijera Fan Jua. Neuspjeh snaga Qina da zauzmu Handan, prijestolnicu Zhaoa, kao i dolazak snaga država Chu i Wei u pomoć Zhaoa, doveo je godine 257. pr. Kr. do mirovnog ugovora kojim je Qin izgubio dio svojih novoosvojenih teritorija, te je njegova ekspanzija tako bila privremeno zaustavljena. Međutim, već sljedeće godine su trupe Qina zauzele Luoyang i odatle otjerale posljednjeg nominalnog kineskog vladara iz dinastije Zhou, označivši tako njen kraj.

## Ujedinjenje Kine
Ključna godina za državu Qin, ali i ostatak Kine, bila je 247. pr. Kr. kada je na prijestolje stupio trinaestogodišnji Ying Zheng, koji se nazvao Qin Shi Huang Di, a koji je rane godine svoje vladavine posvetio pripremama za konačni obračun s preostalih šest od Sedam zaraćenih država koje su tada vladale područjem nekadašnje dinastije Zhou. One su urodile plodom kada je 230. pr. Kr. Qin napao i anektirao državu Han, a potom 228. i državu Zhao, koja se još uvijek oporavila od strahovitih gubitaka u bitci kod Changpinga. Potom je 225. slijedio i stari neprijatelj Qina - država Wei.
Za razliku od ranije tri države, koje su već bile oslabljene, Ying Zheng je za sljedeću metu odabrao Chu, koja je usprkos gubitaka u ratu s Qinom početkom stoljeća, bila moćnija. Prvi pokušaj - 225. - nije urodio, ali je sljedeći pohod doveo do rušenja i aneksije Chua. Qin je potom 223. napao i državu Yan, dok se najistočnija i najudaljenija država Qi predala bez borbe. Nakon toga se Zheng od Qina proglasio ne samo kraljem Qina, nego i prvim carem cijele Kine, preuzevši titulu dotada rezeviranu za mitske vladare iz daleke kineske prošlosti. Nju su otada, s manjim prekidima, koristili svi kineski vladari do pada dinastije Qing i uspostave republike 1911. Zheng je potom, koristeći izuzetno brutalne metode, standardizirao pismo, mjere i jezik na osvojenim područjima, stvorivši time temelj jedinstva ne samo kineske države, nego i nacije.

## Vladari
Svi datumi odgovaraju podacima iz 14. i 15. poglavlja Shijija.
1. Qin Zhong (秦仲), vladao 845. pr. Kr. - 822. pr. Kr.: praunuk Feizija
2. Vojvoda Zhuang (莊公), vladao 822. pr. Kr. - 778. pr. Kr.: Ying Ye (也), sin Qin Zhonga
3. Vojvoda Xiang (襄公), vladao 778. pr. Kr. - 766. pr. Kr.: sin Vojvode Zhuanga
4. Vojvoda Wen (文公), vladao 766. pr. Kr. - 716. pr. Kr.
5. Vojvoda Ning (寧公), vladao 716. pr. Kr. - 704. pr. Kr.
6. Princ Chu (出子), vladao 704. pr. Kr. - 698. pr. Kr., uzurpator, zato nije dobio postumnu vojvodsku titulu
7. Vojvoda Wu (武公), vladao 698. pr. Kr. - 678. ppr. Kr.: sin Vojvode Ninga
8. Vojvoda De (德公), vladao 678. pr. Kr. - 676. pr. Kr.: sin Vojvode Ninga; mlađi brat Vojvode Wua
9. Vojvoda Xuan (宣公), vladao 676. pr. Kr. - 664. pr. Kr.: sin Vojvode Dea
10. Vojvoda Cheng (成公), vladao 664. pr. Kr. - 660. pr. Kr.: sin Vojvode Dea; mlađi brat Vojvode Xuana
11. Vojvoda Mu (穆公), Ying Renhao (任好), vladao 660. pr. Kr. - 621. pr. Kr.: sin Vojvode Dea; mlađi brat Vojvode Chenga
12. Vojvoda Kang (康公) : Ying Ying (罃), vladao 621. pr. Kr. - 609. pr. Kr.sin Vojvode Mua
13. Vojvoda Gong (共公): Ying Dao (稻), vladao 609. pr. Kr. - 604. pr. Kr.
14. Vojvoda Huan (桓公): Ying Rong (榮), vladao 604. pr. Kr. - 577. pr. Kr.
15. Vojvoda Jing (景公): Ying Hou (後), vladao 577. pr. Kr. - 537. pr. Kr.
16. Vojvoda Ai (哀公), vladao 537. pr. Kr. - 501. pr. Kr.
17. Vojvoda Hui (惠公), vladao 501. pr. Kr. - 491. pr. Kr.: unuk Vojvode Aija; sin postumno imenovanog Vojvode Yija (sina Vojvode Aija)
18. Vojvoda Dao (悼公), vladao 491. pr. Kr. - 477. pr. Kr.
19. Vojvoda Li (厲公): Ying Ci (刺), vladao 477. pr. Kr. - 443. pr. Kr.
20. Vojvoda Zao (躁公), vladao 443. pr. Kr. - 429. pr. Kr.: sin Vojvode Lija
21. Vojvoda Huai (懷公), vladao 429. pr. Kr. - 425. pr. Kr.: sin Vojvode Lija; mlađi brat Vojvode Zaoa
22. Vojvoda Ling (靈公): Ying Su (肅), vladao 425. pr. Kr. - 415. pr. Kr.: unuk Vojvode Huaija
23. Vojvoda Jian (簡公): Ying Daozi (悼子), vladao 415. pr. Kr. - 400. pr. Kr.: sin Vojvode Huaija; unuk Vojvode Linga
24. Vojvoda Hui II (惠公), vladao 400. pr. Kr. - 387. pr. Kr.: sin Vojvode Jiana
25. Vojvoda Chu (出公), vladao 387. pr. Kr. - 385. pr. Kr.: sin Vojvode Huija II
26. Vojvoda Xian (獻公): Ying Shiti (師隰), vladao 385. pr. Kr. - 362. pr. Kr.: sin Vojvode Linga
27. Vojvoda Xiao (孝公), vladao 362. pr. Kr. - 338. pr. Kr.: sin Vojvode Xiana
28. Kralj Huiwen (惠文王), vladao 338. pr. Kr.- 311. pr. Kr., poznat i kao Kralj Hui (惠王): Ying Si (嬴駟), počeo koristiti kraljevsku titulu 325. pr. Kr.
29. Kralj Wu (武王): Ying Dang (蕩), vladao pr. Kr.- pr. Kr. sin Kralja Huiwena
30. Kralj Zhaoxiang (昭襄王): Ying Ze (则) or Ying Ji (稷), vladao pr. Kr.- pr. Kr. poznat i kao Kralj Zhao: sin Kralja Huiwena, mlađi brat Kralja Wua
31. Kralj Xiaowen (孝文王): Ying Zhu (柱), vladao pr. Kr.- pr. Kr.: sin Kralja Zhaoxianga
32. Kralj Zhuangxiang (荘襄王):Ying Zichu (子楚), vladao pr. Kr.- pr. Kr.
33. Qin Shi Huang (秦始皇): Ying Zheng (政), vladao 247. pr. Kr. - pr. Kr.(kao kralj Qina (秦王) do pr. Kr.,kao Prvi car (始皇帝) od 221. pr. Kr.)
34. Qin Er Shi (秦二世): Ying Huhai (胡亥), vladao 210. pr. Kr. - 207. pr. Kr.
35. Ziying (子嬰), vladao 207. pr. Kr.

## Vanjske poveznice
- The Cruelest Army -- The Army of the Qin State  Arhivirana inačica izvorne stranice od 14. lipnja 2009. (Wayback Machine) (engl.)